# Baroktrompet
Baroktrompeten er et musikalsk blæseinstrument lavet af messing, beregnet til barokmusik fra det 17. og 18. århundrede, og rekonstrueret fra midten af det 20. århundrede.
Baroktrompeter er ofte aflange - næsten dobbelt så lang som de moderne trompeter - med cylinderør, men uden ventiler. Grundet størrelsen var det meget hårdt at spille på en baroktrompet.

## Eksterne kilder og henvisninger
- baroquetrumpet.com/
- Johann Ernst Altenburg: Versuch einer Anleitung zur heroisch-musikalischen Trompeter- und Pauken-Kunst. Zwey Theile. Hendel, Halle 1795 (Faksimile-Nachdruck. Antiqua, Amsterdam 1966).
- Don Smithers: The Music and History of the Baroque Trumpet before 1721. Dent, London 1973, ISBN 0-460-03991-1 (2. Auflage. Southern Illinois University Press, Carbondale u. a. IL 1988, ISBN 0-8093-1497-5).